# Kinderboom
Een kinderboom is een bijzondere boom, waarvan in het verleden werd gedacht dat de zielen van pasgeboren kinderen daarvandaan komen. Dit volksgeloof wilde verder dat de ooievaar als taak had de ziel bij het ongeboren kind te brengen.
In de tijd dat seksuele voorlichting nog in de taboesfeer lag werd het verhaal ook wel aan kinderen verteld, als gevraagd werd waar zij vandaan kwamen.

## Voorbeelden in Nederland

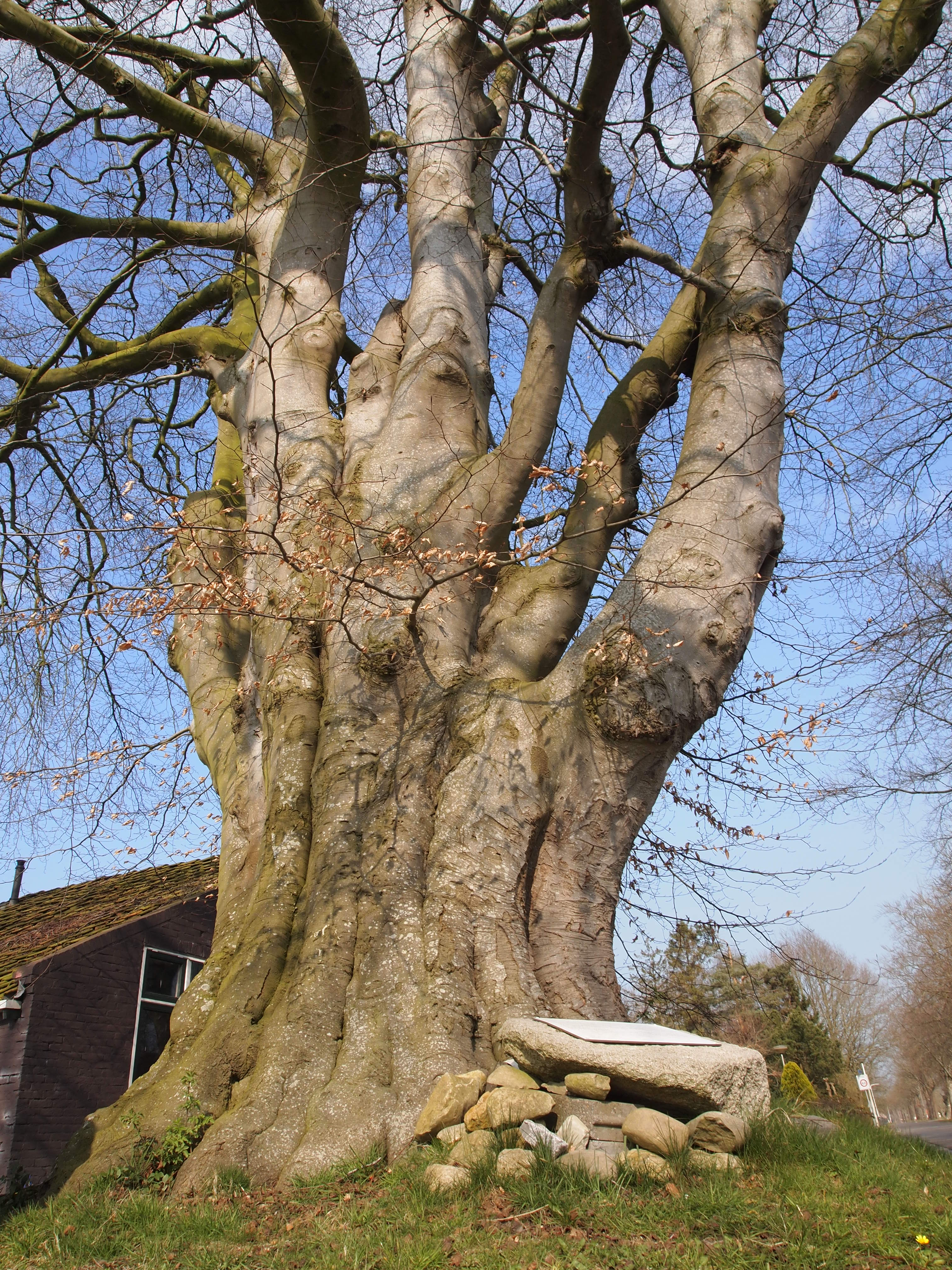
De Poppebeam met gedenksteen bij Jubbega

De dikke boom in Slochteren in het bos achter de Fraeylemaborg was er zo een. De beuk had een omtrek van 6 meter en stond bij het beeld van Flora. Dit beeld is nog aanwezig, de boom heeft het in 1963 begeven. Er is toen op nagenoeg dezelfde plaats een jonge beuk geplant. In de stad Groningen kwamen de kinderen uit de put op het Brede van de Herestraat.
Ook in Utrecht was een kinderboom en wel in het voormalige kartuizerklooster. Deze boom had de naam Munnikenboom.
Bij Kraantje Lek stond een holle iep die deze functie had. De boom trok eeuwenlang als de holle boom bij Kraantje Lek van heinde en verre mensen aan en figureert ook in literatuur en liedteksten. De boom heeft het begeven, maar is in 2008 vervangen door een fraai afgietsel in brons op ware grootte.
In Amsterdam roeiden jonge ouders over 't IJ naar de Volewijck. Daar hingen de baby's volgens de overlevering 's nachts bij trossen aan de kinderboom. Ze riepen de zoekende ouders en vroedvrouwen toe: “Pluk mijn, pluk mijn, ik zal alle dagen zoet zijn!” Deze boom is te zien in verschillende versies van de beroemde centsprent over het leven van "Jan de Wasscher".
Bij Jubbega staat de poppebeam (poppe is het Friese woord voor baby).
Naast de kinderboom zouden de kinderen ook wel komen uit de kool, uit een knotwilg, uit putten en onder kinderstenen vandaan, of ze werden met bijenzwermen meegevoerd.

## Bestaande kinderbomen in Nederland
In Den Haag staat tot op de dag van vandaag in de Bosjes van Zanen – pal tegen landgoed Clingendael aan – een holle boom die als kabouterboom door het leven gaat. In de holte in de stam leggen kinderen cadeautjes en briefjes voor de kabouter.
In de gemeente Velsen, Velsen-Zuid, provincie Noord-Holland, aan de Driehuizerkerkweg, staat ook nog steeds een kinderboom. Lopend vanuit Driehuis naar oud Velsen, op een kruising met 2 zandwegen, rechts. Je herkent deze oude beuk aan de bolvormige wortels, die wel iets van baby's weg hebben. In het boek: Een kerk en een handvol huizen, over de geschiedenis van Velsen, staat een foto uit 1912, met een klas met kinderen en een juf op de "Kindertjesboom".